# Indien (filme)
Indien é um filme de drama austríaco de 1993 dirigido e escrito por Paul Harather. Foi selecionado como representante da Áustria à edição do Oscar 1994, organizada pela Academia de Artes e Ciências Cinematográficas.

## Elenco
- Josef Hader - Heinzi Bösel
- Alfred Dorfer - Kurt Fellner
- Karl Markovics - Kirchingerwirt